# گروه واندا
گروه واندا (انگلیسی: Wanda Group) شرکت خوشه‌ای چینی است، که در زمینه ساخت‌وساز، رسانه گروهی، خدمات مالی، صنعت مهمان‌نوازی، توسعه املاک و مستغلات، خرده‌فروشی، صنعت ورزش و سرمایه‌گذاری فعالیت می‌کند.
گروه واندا در سال ۱۹۸۸ در شهر دالیان راه‌اندازی شد و در حال حاضر مالک شرکت‌هایی چون تئاترهای ای‌ام‌سی و لجندری پیکچرز می‌باشد. دفتر مرکزی این شرکت در پکن قرار دارد.